# Phanias (genre)
Pour l’article homonyme, voir Phanias.
Genre
Phanias est un genre d'araignées aranéomorphes de la famille des Salticidae.

## Distribution
Les espèces de ce genre se rencontrent en Amérique du Nord et en Amérique centrale.

## Liste des espèces
Selon World Spider Catalog (version 19.0, 20/06/2018) :
- Phanias albeolus (Chamberlin & Ivie, 1941)
- Phanias concoloratus (Chamberlin & Gertsch, 1930)
- Phanias dominatus (Chamberlin & Ivie, 1941)
- Phanias flavostriatus F. O. Pickard-Cambridge, 1901
- Phanias furcifer (Gertsch, 1936)
- Phanias furcillatus (F. O. Pickard-Cambridge, 1901)
- Phanias harfordi (Peckham & Peckham, 1888)
- Phanias monticola (Banks, 1895)
- Phanias neomexicanus (Banks, 1901)
- Phanias salvadorensis Kraus, 1955
- Phanias watonus (Chamberlin & Ivie, 1941)

## Publication originale
- F. O. Pickard-Cambridge, 1901 : Arachnida - Araneida and Opiliones. Biologia Centrali-Americana, Zoology. London, vol. 2, p. 193-312 (texte intégral).